# Glosar de aviație
Acest glosar conține termeni din domeniul aviației și aeronauticii.

## A
- abandonare (a unui aparat de zbor) - măsură luată în cazul apariției unei avarii care periclitează siguranța echipajului.
- abatere - distanța măsurată pe sol de la verticala părăsirii aparatului de zbor de către un parașutist sau o parașută la locul de aterizare față de calculul inițial.
- abordaj - ciocnire între două aeronave aflate în zbor și care poate fi accidentală sau executată intenționat cu scopul de a o doborî aparatul de zbor inamic; sinonim: lovitură de berbec.
- accelerator - motor-rachetă cu combustibil solid atașabil avioanelor supersonice pentru a crea o forță de propulsie inițială și a-l catapulta pe direcția de zbor stabilită până la o anumită viteză; sinonime: fuzee auxiliară de start, rachetă auxiliară de decolare.
- accelerograf - accelerometru care înregistrează valorile succesive al accelerației.
- accelerometru - instrument de bord pentru măsurarea accelerației.
- accident aviatic - eveniment întâmplător, neprevăzut, produs în timpul desfășurării activității de zbor, provocând avarii, răniri, mutilări și chiar moartea.
- aclimatizare - proces de adaptare a organismului uman la condițiile mediului aerian.
- acoperire aeriană - misiune executată în special de aviația de vânătoare în vederea interzicerii pătrunderii mijloacelor de atac aerian ale inamicului la obiectivele apărate sau în raioanele acțiunilor de luptă ale altor categorii de aviație.
- acrobație - exerciții dificile introduse în programul de pregătire a aviației sportive și militare (exemple: luping, tonou etc.).
- aeroambulanță - avion utilat pentru transportul (și primul ajutor) al bolnavilor, al accidentaților, al răniților.
- aeroamfibiu - vehicul cu pernă de aer adaptat la navigația aeriană și pe apă.
- aerobază - centru de întreținere și exploatare a aparatelor de zbor.
- aerobie - propulsare care nu poate avea loc decît în atmosferă, de la care împrumută oxigenul indispensabil.
- aerobuz - avion subsonic de pasageri, de mare capacitate, pentru distanțe medii.
- aeroclub - organizație sportivă (club) în care sunt încadrați membri ce practică sau agreează sporturile aeronautice.
- aerodinamic - (despre vehicule, despre forma sau profilul lor) construit astfel încât să întâmpine la înaintare o rezistență minimă la frecarea cu aerul.
- aerodină - aeronavă mai grea decât aerul și care se menține în aer pe principiul zborului mecanic și care poate fi: ornitopter, elicopter sau aeroplan.
- aerodrom:

- teren special amenajat pentru decolarea, aterizarea, manevrarea și staționarea avioanelor (militare), cuprinzând și instalațiile, asistența tehnică etc. necesare activității de zbor;
- totalitatea clădirilor sau persoanelor unui aerodrom.
- aeroelasticitate - știință care studiază interacțiunea dintre forțele aerodinamice, forțele elastice, precum și influența acestei interacțiuni în proiectarea avioanelor.
- aerofar - dispozitiv optic de semnalizare la mare distanță, servind ca punct de reper pentru avioane în zbor.
- aerofrână - frână aerodinamică.
- aerogară:

- ansamblu de clădiri situate pe un aeroport, care adăpostesc serviciile administrative și tehnice necesare pentru asigurarea traficului aerian;
- personalul care deservește o aerogară.
- aerogramă - scrisoare pe un imprimat francat de format special, expediată cu poșta aeriană.
- aeromecanică - știință care studiază echilibrul și mișcarea corpurilor în aer; are două părți: aerostatica și aerodinamica.
- aeromedicină - ramură a medicinei care se ocupă cu studiul influenței zborului asupra organismului; sinonim: medicină aeronautică.
- aeromobil - aparat de zbor capabil să se deplaseze în limitele atmosferei terestre cu ajutorul unor forțe de natură aerodinamică  (aripi, elice, rotoare, etc.) sau gazodinamică (prin forțele apar ca efecte ale unor jeturi de gaze trimise de instalații speciale ca: fuzee, motoare, suflante, etc.).
- aeromodel - model de avion de dimensiuni reduse, care poate zbura sau plana o distanță apreciabilă, fără pilot.
- aeromodelism - sport aviatic care constă în proiectarea, construcția și lansarea aeromodelelor.
- aeron - aliaj ușor și dur de aluminiu, cupru și silex, folosit în construcția aparatelor de zbor.
- aeronautică - ramură a tehnicii care se ocupă cu construirea aeronavelor și cu problemele navigației aeriene.
- aeronavă - vehicul aerian care se menține în aer prin plutire (de exemplu aerostatele: baloane, dirijabile) sau prin acțiunea dinamică a aerului asupra unor suprafețe solide ale vehiculului (cum ar fi aerodinele: avioane, elicoptere etc.); sinonime: aerovehicul, navă aeriană.
- aeroplan - clasă de aerodine cu o suprafață portantă fixă și care conține două categorii: avioanele și planoarele.
- aeroport:

- teren cu ansamblul construcțiilor și instalațiilor necesare decolării, aterizării, manevrării, adăpostirii și întreținerii avioanelor;
- totalitatea clădirilor și a instalațiilor unui aeroport; personalul acestuia.
- aeroreactor (motor ~) - motor cu reacție la care comburantul necesar arderii combustibilului este aerul atmosferic precomprimat.
- aerosanie - sanie metalică, cu tălpi de schiuri, propulsată de un motor și o elice amplasată în spate.
- aerostat - aeronavă mai ușoară decât aerul, de exemplu: balon, dirijabil.
- aerostatică - ramură a mecanicii fluidelor care se ocupă cu studiul echilibrului aerului și, în general, al gazelor, precum și cu construirea și dirijarea aerostatelor.
- aerostație:

- stație de vehicule aeriene mai ușoare decât aerul;
- ramură a aeronauticii, care cuprinde studiul construcției și zborului aerostatelor.
- aerotehnică - ramură a tehnicii aplicată la aviație, disciplină care se ocupă cu studiul construcției aeronavelor, al aerodinamicii și mecanicii zborului.
- aerotermodinamică - știință care se ocupă cu studiul fenomenelor calorice provocate de scurgerile aerodinamice la viteze supersonice.
- aerotransport - transport pe calea aerului.
- aerotransportor - aerovehicul destinat transportului de pasageri și de mărfuri.
- aerovehicul - vezi aeronavă.
- acumulare de gheață - proces prin care se formează și crește un strat de gheață pe o suprafață solidă, ca cea a unei aeronave, expusă la o precipitație suprarăcită sau picăturelelor suprarăcite de nor, care îngheață la contactul cu suprafața respectivă.
- Airexpo - spectacol aerian anual francez, fiind singurul de acest tip organizat în întregime de studenți.
- "Airpass", abonament aerian ~ - bilet de călătorie special, plătit în avans, care permite efectuarea nelimitată de călătorii cu avionul într-o țară, pe parcursul unei perioade limitate de timp, anterior stabilită.
- alianță aeriană - parteneriat strategic⁠(d) între mai multe companii aeriene, care colaborează pentru a oferi beneficii reciproce, cum ar fi extinderea rețelei de zboruri, reducerea costurilor operaționale și îmbunătățirea experienței pasagerilor.
- alimentare aeriană - manevra prin care un avion militar transferă combustibil către alt avion în timp ce ambele sunt în zbor, fără a fi nevoie să aterizeze; altă denumire: realimentare în zbor.
- altigraf - altimetru care înregistrează altitudinea unui avion în zbor.
- altimetru - instrument de bord cu care se măsoară altitudinea față de un nivel de referință.
- altitudine - înălțime la care se află un avion, o navă spațială.
- amerizare - (despre hidroavioane, nave cosmice) intrare (prin coborâre) în contact cu apa pe suprafața căreia alunecă până la oprire (vezi și aterizare).
- amerizor - dispozitiv al unui hidroavion, care permite amerizarea acestuia.
- amfibiu - avion special construit pentru a se înălța și a coborî atât (de) pe uscat cât și (de) pe apă.
- amortizor - dispozitiv care reduce vibrațiile sau oscilațiile componentelor aeronavei, precum trenul de aterizare sau structura aripilor, asigurând astfel un zbor mai stabil și prevenind deteriorarea prematură a componentelor.
- ampatament - distanța dintre jambele unui aterizor.
- ampenaj:

- organ al unui avion, montat în partea din spate a fuzelajului, constituit din planuri orizontale și verticale (mobile și fixe), care servește la stabilizarea și la schimbarea direcției de zbor a avionului;
- ansamblu format din două planuri perpendiculare între ele, plasat în partea posterioară a unei bombe de avion sau a unei rachete neghidate, în scopul stabilizării acesteia.
- anemometrie - știință care se ocupă cu studiul ansamblului de tehnici utilizate pentru măsurarea vitezei vântului, a fluidelor gazoase în conducte, a unui avion în aer etc.
- anemometru - instrument folosit pentru măsurarea vitezei gazelor în conducte, a aerului în atmosferă, a unui avion în aer.
- angajare - pierderea controlului comenzilor avionului sau planorului într-o evoluție oarecare produsă de depășirea unghiului critic (icr) la aripă sau la ampenajul orizontal. În general angajarea se produce la o viteză ceva mai mică decât viteza limită, numită viteză de angajare, dar se poate produce și la viteze mai mari decât aceasta, când se trage brusc de manșă.
- antijivraj - sistem tehnic montat pe un avion pentru prevenirea sau remedierea efectelor jivrajului.
- antrenament vestibular - activitate complexă destinată măririi rezistenței organismului la efectele stimulilor vestibulari din timpul zborului, incluzând exerciții fizice, expunere gradată a organismului la accelerații unghiulare sau lineare și antrenament la bordul aeronavelor, urmărind realizarea obișnuinței omului de a se orienta în spațiu fără riscul unori tulburări ale aparatului vestibular.
- anvergură - distanța dintre extremitățile aripilor unui avion, unui planor, măsurată perpendicular pe axa longitudinală.
- aparat (sau aparate) de bord - sistem de instrumente care asigură buna funcționare și controlul unui avion.
- aparate de pilotare - instrumente care se găsesc în general în carlinga aeronavelor, cele mai importante fiind: manșa și palenierele, maneta de gaze, radioemițătorul, avertizorul trenului de aterizare, giroscopul, indicatoarele de presiune și de ulei, radiolocatorul, turometrele.
- apuntare - aterizare pe puntea unui portavion.
- arimare - aranjarea și fixarea încărcăturii pe un avion, ținând seama de condițiile de echilibrare.
- aripă - fiecare dintre planurile de susținere ale unui avion.

- canard - avioanele și planoarele cu ampenajul orizontal situat în fața aripilor, numite și tip „rață”.
- aripă săgeată - formă de aripă care avantajează avioanele care zboară la viteze subsonice mari.
- aripă zburătoare - aeronavă care este lipsită de ampenajul orizontal și de fuzelaj (unele modele au un fuzelaj foarte scurt, pentru cockpit, amplasat în fața aripii).

- ascensiune - înălțare în atmosferă (cu un balon, cu un avion etc).
- astrodom - cupolă transparentă a marilor aeroporturi.
- atac aerian - ofensivă dată de aviația de asalt sau de bombardament.
- aterizare - efectuare a operațiilor necesare pentru ajungerea și oprirea pe sol; vezi și amerizare.

- aterizare asistată prin radio - procedură de urgență utilizată când pilotul unei aeronave nu are capacitatea să continue zborul și să aterizeze în siguranță; implică ghidarea de la sol a unui pasager sau a unei alte persoane fără experiență de pilotare, care se află la bordul aeronavei, pentru a realiza aterizarea.
- aterizare forțată (sau de urgență) - procedură în care un aparat de zbor este forțat să aterizeze în afara unei piste de aterizare, din cauza unor probleme tehnice, a condițiilor meteorologice sau altor situații de urgență.

- aterizor - dispozitiv al unui planor/avion care servește la alunecarea sau rularea pe sol în scopul aterizării sau al decolării; sinonim: tren de aterizare.
- audit aerian - inspecție de examinare oficială în vederea determinării eficienței siguranței și calității unei aeronave, precum și a condițiilor de zbor ale acesteia pentru o bună navigabilitate.
- autogir - aeronavă echipată cu o elice de propulsare, antrenată de un motor, și cu o elice de suspensie, care se rotește liber în jurul unui ax vertical prin forța realizată de deplasarea aeronavei.
- autonomie - timpul maxim de zbor al unui avion (elicopter) fără refacerea plinurilor de combustibil.
- autopilot - vezi pilot automat.
- autorotație - mișcare de rotație a unei suprafețe portante sau a unui avion, când această mișcare se întreține de la sine.
- aviasan - formație sanitară dotată cu avioane în vederea acordării asistenței medicale de urgență; sinonim: aviație sanitară; vezi și aviație sanitară.
- aviator - persoană care pilotează un avion sau care face parte din echipajul unui avion (ori al altei aeronave).
- aviație:

- navigație aeriană cu aparate mai grele decât aerul;
- ramură a aeronauticii care se ocupă de construcția și de funcționarea aeronavelor.
- aviație civilă - ansamblul aeronavelor, instalațiilor și personalului care se folosesc la transportul călătorilor și al mărfurilor, în scopuri utilitare, sanitare, turistice etc.
- aviație comercială - parte a aviației civile care, spre deosebire de aviația privată, implică operarea de aeronave pentru remunerare sau închiriere.
- aviație militară - forță aeriană militară care cuprinde totalitatea avioanelor militare ale unei armate; diviziune a armatei care cuprinde această forță.
- aviație navală - componenta aeriană a marinei militare și operează de pe navele de război care au la bord aeronave sau de pe  baze terestre.
- aviație sanitară - aviație destinată transportului bolnavilor (cazuri grave), al răniților și accidentaților, precum și al medicamentelor, sângelui pentru transfuzii etc.; vezi și aviasan.
- aviație sportivă - ramură sportivă în care se practică aeromodelismul, planorismul, parașutismul, zborul cu motor și construirea de micromodele.

- avioduct – este un pod pentru aeronave, comparabil cu un viaduct pentru mașini sau ecoduct pentru animale, incluzând poduri de taxiway și poduri de pistă de decolare.
- aviofon - tub acustic folosit în trecut de membrii echipajului unui avion pentru a comunica între ei în timpul zborului.
- avion - aeroplan care se menține în zbor datorită unor aripi și se deplasează cu ajutorul elicei și al motoarelor sau al reactoarelor.

- avion cargou - avion destinat transportului de mărfuri.
- avion cisternă - avion amenajat ca o cisternă, utilizat în stingerea incendiilor.
- avion cu reacție - avion dotat cu motoare termice reactive care pot fi aeroreactoare (cu sau fără compresor) și motoare-rachetă (în general pentru viteze supersonice).
- avion de antrenament - avion destinat facilitării antrenării piloților, fiind prevăzut cu comenzi duble pentru zbor în tandem.
- avion de atac la sol - avion militar cu rolul principal de a ataca ținte aflate la sol.
- avion de bombardament - tip de avion militar, special construit pentru a ataca ținte aflate la sol; sinonim: bombardier.
- avion de luptă - avion construit și folosit în scopuri militare; altă denumire: avion militar.

- avion de luptă fără pilot - avion militar care poate zbura fără pilot, fiind condus prin teleghidare.
- avion de luptă multirol - avion care poate fi folosit atât în rolul de avion de vânătoare, cât și în cel de bombardier.

- avion-laborator - avion amenajat ca un laborator.
- avion militar - vezi: avion de luptă.
- avion supersonic - avion cu reacție construit pentru a efectua zboruri cu viteze mai mari decât viteza sunetului.

- avional - aliaj de aluminiu cu cupru, magneziu, mangan și siliciu, folosit în construcții aeronautice.
- avionetă - avion mic (de turism, pentru sport, școală etc).
- axă de orientare - coordonată solidară cu o aeronavă și a cărei poziție definește orientarea acesteia în spațiu, fiind utilă studierii mișcării unui vehicul aerian în jurul centrului său de masă, axele principale de inerție fiind admise ca axe de orientare.

## B
- babord - marginea longitudinală din stânga a fuzelajului unui avion (privind spre partea de dinainte a avionului).
- bac - avion special echipat pentru transportul automobilelor și al pasagerilor.
- bagaj de mână - bagaj pe care pasagerul îl poate păstra asupra sa în timpul zborului și care nu trebuie să depășească o anumită greutate.
- balast - lest (nisip, pietriș etc.) în saci, cu care se reglează ridicarea în aer a unui aerostat.
- baldachin - incinta transparentă de deasupra cabinei de pilotaj a unor tipuri de aeronave. Denumire alternativă: copertină.
- balizaj - totalitatea aparatelor optice, acustice sau de radio prin care se indică în mod permanent limitele unui aerodrom, locul de aterizare, punctele unde trebuie executate anumite manevre, obstacolele și locurile periculoase etc.
- balizaj hertzian - delimitare cu ajutorul unor semnale optice, acustice sau de radio a unui spațiu, a unui drum de navigație aeriană.
- baliză - semnal optic de marcare a marginilor unui aerodrom sau ale pistelor de aterizare.
- balon - vehicul aerian fără propulsie proprie, care conține un recipient sferic umplut cu heliu sau hidrogen și de care se atașează o nacelă, care se ridică în atmosferă deoarece greutatea sa este mai mică decât a volumului de aer dizlocuit; vezi și aerostat.
  - balon captiv - balon legat de un punct fix cu cabluri, pentru a nu se ridica mai sus de o anumită înălțime.
  - balon cu aer cald - tip de balon care pentru a pluti se folosește de faptul că aerul cald (din interior) are o densitate mai mică decât cea a aerului din exterior.
  - balon de protecție - balon captiv care împiedică trecerea avioanelor deasupra unei regiuni.
- balonet:

- compartiment din interiorul unui dirijabil, umplut cu un gaz mai ușor decât aerul;
- compartimentul inferior al unui balon, ce comunică cu atmosfera și are rolul de a menține forma balonului;
- plutitor de sub aripa unui hidroavion, cu rolul de a împiedica intrarea aripilor în apă.
- bang sonic - zgomot puternic produs în momentul când un aparat de zbor depășește viteza sunetului.
- bară de control - țeavă componentă a trapezului unui deltaplan, cu ajutorul căreia acesta se pilotează prin tragere și împingere (cu ajutorul forței brațelor).
- bară transversală - tub de duraluminiu dispus perpendicular pe direcția de înaintare a aripii, care se fixează de chilă în centrul de greutate numit inimă legând chila de lonjeronul aripii, asigurând rigiditatea aripii în planul determinat de chilă și de lonjeronul aripii.
- barograf - barometru care înregistrează automat curba înălțimilor atinse de un avion.
- barogramă - curbă care reprezintă variațiile presiunii atmosferice înregistrate la barograf.
- bază aeronavală - bază aeriană militară unde se află localizate operațiile terestre ale aviației navale.
- bechie - dispozitiv aflat la extremitatea din spate a fuzelajului unor avioane ușoare, care servește la susținerea pe sol a aparatului de zbor, la frânare și la amortizarea șocurilor la aterizare.
- bifuzelat - (despre avioane) care are două fuzelaje.
- bilet fără loc/fără rezervare - bilet de avion mai ieftin, care permite pasagerilor să aștepte până la ultimul moment pentru a vedea dacă există un loc liber în avion.
- biloc - (despre avioane) care are două locuri; biplas.
- bimotor - avion cu două motoare; exemple: Boeing 737, Airbus A330, Tupolev Tu-16.
- bipal - (despre elici) care are două pale.
- biplan - avion cu două perechi de aripi suprapuse și în generale legate între ele.
- biplas - vezi biloc.
- bireactor - (avion) propulsat de două turboreactoare.
- biturbopropulsor - (avion) cu două turbopropulsoare.
- bombardier - vezi avion de bombardament.
- bond - salt al avionului la o aterizare incorectă.
- bondisare - (despre un avion) efectuare de bonduri.
- bord:

- partea interioară a unui avion, situată în fața, pilotului etc, unde se află aparatele care indică anumiți parametri de funcționare;
- parte a avionului destinată a primi încărcătura (pasageri, mărfuri).
- bord de atac - extremitatea din față a unui profil aerodinamic sau a unei aripi de avion.
- bord de fugă - extremitatea din spate a unui profil aerodinamic sau a unei aripi de avion.

- bracare - înclinare a comenzilor unui avion pentru viraj.
- briefing - reunire de informații tactice pentru echipaje înainte de declanșarea unei misiuni aeriene.
- buclă verticală - evoluția a avionului într-un plan vertical, în cursul căruia aparatul descrie un cerc, plecând de la zborul orizontal și revenind la acesta; vezi și luping.
- buffeting - vibrație neregulată la avioane grele cu viteze joase, la avioane cu viraj sau în regim transsonic.
- busolă - instrument de bord care indică direcția de zbor a avionului față de nordul magnetic; sinonim: compas.
- busolă giroscopică - instrument constituit dintr-un giroscop, suspendat astfel încât să își orienteze axa în direcția meridianului geografic, fără ca indicațiile sale să fie influențate de magnetismul maselor metalice de aparatul de zbor; sinonime: compas giroscopic, girobusolă, girocompas.
- butuc de elice - partea centrală a unei elice, pe care se montează palele și care se fixează la arborele portelice.

## C
- cabină de pilotaj - parte a unui avion unde își desfășoară activitatea piloții; sinonim cockpit.
- cabotaj - navigație aeriană între localități apropiate.
- cabraj (sau cabrare) - evoluție a unui avion care își mărește brusc panta de urcare.
- calaj - unghi format de o anumită linie caracteristică a unui element din structura avionului cu o axă sau cu un plan de referință ale avionului; mod de așezare a aripii sau a ampenajulul față de fuzelajul unui avion.
- calculator al vitezei verticale (instantanee) - dispozitiv computerizat pentru controlul traiectoriei longitudinale în vederea aterizării automate.
- cale:

- spațiu sau suparafață destinată deplasării aeronavelor.
- distanța dintre roțile coaxiale ale trenului de aterizare al unui avion.
- cale aeriană - porțiune din spațiul aerian controlat de forma unui paralelipiped cu dimensiuni stabilite lateral, iar pe verticală începând de la nivelul de zbor 300 m și până la nivelul de zbor 15.550 m (pentru avioane supersonice nivelul de zbor maxim este de 18.250 m);
- cale de rulaj - porțiune de teren special amenajată care asigură accesul aeronavelor de la locul de staționare la pista de decolare-aterizare.

- cap - direcție de deplasare a unei (aero)nave.
- capotare - prăbușire a unui avion, care intră cu botul în pământ.
- cargou - avion de marfă.
- carlingă - cabină pentru echipajul unui avion, plasată în partea din față a fuzelajului, în care stă pilotul și unde sunt instalate comenzile de zbor, aparatele de bord etc.
- carusel aerodinamic - turn metalic pe un suport rotativ, pe care se poate monta un obiect profilat în vederea măsurării forțelor aerodinamice; vezi și: tunel aerodinamic.
- caserolă - carenajul unei elice.
- catapultare:

- lansare a unui planor, avion cu ajutorul unei catapulte;
- (despre piloți) aruncare din avion, cu ajutorul catapultei , în caz de forță majoră.
- catapultă:

- dispozitiv pentru aruncarea din avion a pilotului împreună cu scaunul său cu cabină, în vederea parașutării în caz de pericol;
- dispozitiv pentru lansarea unei aeronave care, la decolare, trebuie să atingă o viteză mare pe un spațiu redus.
- catamaran - dispunere în forma flotoarelor hidroavioanelor.
- cârmă - piesă mobilă care servește la menținerea sau la schimbarea direcției de mers a unui aparat de zbor.
- cedare de material - deteriorare graduală a materialului din care este fabricată o piesă sau un component al aeronavei în timpul utilizării, cauzat de factori ca: vibrații, tensiuni, variații de temperatură, coroziune, uzură și care poate conduce la avarii.
- celulă:

- ansamblu format din aripile, fuzelajul și ampenajele unui avion;
- formație de zbor compusă din două avioane de luptă.
- cercetare aeriană - formă a cercetării executată cu aviația în scopul culegerii de date despre inamic, teren și condiții meteorologice, fiind utilizată de trupele terestre, navale sau ale aviației, folosindu-se următoarele procedee: observarea vizuală, fotografierea aeriană și cu ajutorul mijloacelor radioelectronice.
- charter - tip de contract de transport aerian deosebit de cursele regulate, organizat în funcție de necesități.
- check-in - completarea de către călători a formalităților de îmbarcare în avion.
- clinometru - vezi indicator de pantă.
- cocă:

- structură a fuzelajului unui avion, formată numai din pereți periferici.;
- partea inferioară a fuzelajului unor hidroavioane (fără flotoare) cu o profilare specială (cu redan), asigurând plutirea acestuia pe suprafața apei.
- cockpit - vezi cabină de pilotaj.
- coeficient de siguranță - raportul dintre efortul capabil să producă ruperea unei piese și efortul maxim care poate fi atins în zbor.
- coeficient de tracțiune - parametru adimensional al unui motor cu reacție, exprimând eficiența ajutajului reactiv exprimat prin raportul dintre forța de tracțiune a motorului și produsul presiunii de ardere din colul ajutajului cu aria secțiunii acestuia.
- comburant - substanță din compunerea unui combustibil destinat motoarelor cu reacție, care conținând oxigen, întrețin arderea carburantului în motor.
- compas - vezi busolă.
- compas giroscopic - vezi busolă giroscopică.
- consum specific - cantitatea de propergol consumat în unitatea de timp de către un motor cu reacție pentru a dezvolta o forță de tracțiune de 1 Newton.
- container - recipient de regulă etanșeizat, conținând diverse aparate, materiale sau rezerve de supraviețuire, dispuse în așa fel încât factorii zborului (vibrații, trepidații, suprasarcini etc.) să le afecteze cât mai puțin.
- controlul traficului aerian -  sistem complex de gestionare a mișcării aeronavelor în aer, cu scopul de a asigura siguranța și eficiența traficului aerian prin monitorizarea și coordonarea zborurilor în spațiul aerian.
- convertiplan - vehicul aerian care își folosește elicele pentru decolare și aterizare verticală și utilizează suprafețele portante fixe pentru zborul orizontal.
- copertină - incinta transparentă de deasupra cabinei de pilotaj a unor tipuri de aeronave.
- croazieră (viteză de ~) - regim de zbor al unei aeronave care evoluează la o viteză de zbor mai mică decât viteza maximă pentru reducerea uzurii și scăderea consumului total de combustibil.
- culoar de zbor - rută aeriană destinată parcurgerii traseelor de zbor de aeronavele civile în vederea evitării coliziunilor aeriene și pentru o mai bună legătură radio între aeronave și punctele terestre de urmărire și control al traficului aerian sau destinată evoluției unor aeronave militare.
- cutie neagră - aparatură protejată instalată în avioane, care înregistrează parametrii de zbor și convorbirile echipajului în vederea stabilirii cauzelor unui eventual accident; sinonim: înregistrator de zbor.

## D
- deadhead:

- avion călătorind fără pasageri sau marfă;
- angajat al companiei aviatice călătorind gratis.
- decalaj - diferența de poziție între două elemente ale unui avion; de exemplu, la un biplan, decalajul unei aripi față de cealaltă.
- decolare - evoluție a unui aparat de zbor în cursul căreia acesta părăsește solul (sau suprafața apei); conține trei etape: rularea pe sol, palierul și depărtarea de sol.
- deflexiune - schimbare a direcției unui curent de aer în urma interacțiunii acestuia cu o aripă sau cu un obstacol.
- deltaplan - aparat de zbor foarte ușor (asemănător la formă cu litera grecească delta), care planează în curentul dinamic de pantă sau plutește în curentul termic ascensional.
- depărtare de la sol - a treia etapă a decolării, în care avionul se ridică până la înălțimea de zbor.
- derapaj:

- deplasare laterală a unei aeronave în timpul aterizării;
- executare a unui viraj cu înclinare laterală prea mică (cu ajutorul palonierelor).
- derivă:

- unghi dintre direcția de deplasare dorită a unui avion și direcția reală de deplasare determinată de vânt;
- parte fixă a ampenajului vertical al unui avion, al unui planor etc.
- derivograf - derivometru înregistrator.
- derivometru - aparat de bord destinat măsurării unghiului de derivă a unei aeronave în zbor normal.
- diedrul aripii – este ungiul format de o oriontală cu linia inferioară, superiară sau mediană a aripii, în vedere  din față.
- dublă comandă - dispozitiv de pilotaj care permite ca doi piloți să acționeze comenzile.

## E
- echipaj - totalitatea personalului de conducere și de deservire aparținând unui avion.
- efuzor - tub cu secțiune crescătoare, profilat longitudinal, utilizat pentru accelerarea scurgerii supersonice a unui gaz.
- ejector - piesă tubulară a unui motor cu reacție, prin care gazele arse ies în atmosferă.
- eleron - fiecare dintre aripioarele de comandă ale cârmei transversale a unui avion, prin manevrarea căreia se controlează înclinarea aparatului de zbor.
- elevon⁠(d) - element situat în partea posterioară a aripilor și este utilizat pentru a controla atât înclinarea, cât și altitudinea aeronavei în timpul zborului.
- elice - organ rotitor, format din două sau mai multe pale, solidare cu un butuc și dispuse simetric față de axa de rotație, care servește la transmiterea energiei de la arborele său la mediul fluid în care se rotește.
- elicopter - aparat de zbor cu motor, a cărui susținere și mișcare sunt asigurate de una sau mai multe elice care se rotesc în jurul unor axe aproape verticale, și care poate ateriza pe un spațiu extrem de redus ori se poate menține în aer într-un punct fix.
- elicostat - aparat de zbor prevăzut cu o elice de susținere și completat printr-un mic balon.
- eVTOL - aparat de zbor asemănător unui elicopter, acționat electric, care poate decola și ateriza vertical.

## F
- factor de sarcină - raport care indică de câte ori solicitarea în timpul unei evoluții este mai mare decât în zbor normal, suprasolicitarea excesivă putând duce la moartea pilotului.
- factor de turbulență - mărime adimensională ce reprezintă o măsură a gradului de turbulență al aerului, definită prin raportul dintre diferența vitezei maxime și minime a aerului și viteza mijlocie din intervalul de timp considerat.
- far de aterizare - far amplasat în puncte de vizibilitate, servind la aterizare.
- filare - zbor orizontal la înălțime mică, cu viteza redusă pentru aterizare.
- fir de lână -  indicator de derapaj folosit pentru pilotarea corectă a unui planor.
- flotor - corp plutitor profilat aerodinamic din lemn sau metal închis etanș destinat plutirii și alunecării pe apă al unui hidroavion sau al unui alt tip de aeronavă.
- flutter - fenomen aeroelastic propriu aeronavelor caracterizat prin apariția în timpul zborului a unor oscilații a elementelor de structură datorat interacțiunii dintre forțele aerodinamice și cele elastice.
- formație de avioane/ elicoptere - grupare de aeronave făcută în moduri diferite, în vederea îndeplinirii unei misiuni într-un dispozitiv unic.
- forță aerodinamică - forța exercitată de aerul atmosferic asupra unui avion aflat în zbor; vezi și: moment aerodinamic.
- forță specifică de tracțiune - (la motoarele cu reacție) produsul dintre presiunea de frânare a gazelor în secțiunea minimă a ajutajului și suprafața acestei secțiuni, raportat la debitul propulsantului care trece prin aceasta.
- fotoliu extensibil - scaun confortabil în avion, care poate fi înclinat pentru ca pasagerul să se poată odihni.
- furcă de pilotaj - componentă a sistemului de control care permite pilotului să direcționeze avionul în timpul zborului, transmițând mișcările pilotului la elementele de control ale avionului, cum ar fi aripile, direcția și elevatoarele.
- fuzee:

- corp de formă aerodinamică, capabil să înainteze în atmosferă datorită forței de reacție a gazelor arse care ies dintr-un efuzor;
- (~ auxiliară de start) accelerator de tip rachetă ajutând la decolarea mai rapidă a unor aeronave.
- fuzelaj - partea componentă de formă aerodinamică a unui avion sau al unui planor, care face legătura între aripi și ampenaje și care poartă încărcătura, postul de pilotaj, comenzile etc.

## G
- girație - mișcare de rotație a unui avion în jurul axei sale centrale de inerție (axă de girație) care este verticală la deplasarea orizontală a acestuia.
- giravion - avion la care sustentația se obține prin mișcarea circulară a unor rotoare cu axă verticală.
- girobusolă - vezi busolă giroscopică.
- giroclinometru - vezi indicator de viraj.
- girocompas - vezi busolă giroscopică.
- girodină - giravion la care sustentația în aer este asigurată de un rotor plasat independent de elice.

Cele șase grade de libertate ale unui avion

- giroorizont - instrument de bord giroscopic utilizat pentru materializarea liniei orizontului, permițând cunoașterea poziției unei aeronave față de acesta; sinonim: orizont artificial.
- gisment - unghiul format de axa unui avion cu direcția către un post de emisie terestru.
- grade de libertate - numărul de mișcări independente pe care le poate efectua un aparat de zbor în spațiul tridimensional.

## H
- habitaclu - spațiu amenajat într-o aeronavă pentru echipaj, călători, poștă etc.
- hartă aeronautică - reprezentare redusă la scară a unei suprafețe de teren, care conține în plus elemente specifice activității de zbor.
- hartă de aterizare - hartă care furnizează detalii de pe suprafața de manevră a aeroportului și ajută în faza finală la trecerea de la zborul instrumental la zborul la vedere.
- hartă de navigație - hartă destinată pregătirii și desfășurării zborurilor pe diferite traiecte.
- hipersonic - (despre aparate de zbor) având viteza care depășește de peste 5 ori viteza sunetului (aproximativ 6000 km/h).
- hoban - piesă din sârmă de oțel, profilată sau în formă de bară, care se montează în diagonală între montanții aripilor unui avion biplan și servește la preluarea eforturilor de tracțiune.
- hub - aeroport principal care funcționează ca un nod central în rețeaua de zboruri a unei companii aeriene sau a mai multor companii și de la care pasagerii sunt transferați către zboruri de legătură către alte destinații, fie naționale, fie internaționale.

## I
- identificator de locație - cod unic folosit pentru a desemna un aeroport, un heliport, o stație meteo, un centru de control al traficului aerian sau alte facilități aeronautice.
- incidență - unghi format de linia de incidență a profilului aripii unui avion (coarda profilului, axa de portanță sau bitangenta la intrados) cu direcția de înaintare.
- indicator de viraj - aparat giroscopic care indică viteza unghiulară de rotație a avionului în plan orizontal; se utilizează mai ales în timpul zborului fără vizibilitate; sinonim giroclinometru.
- indicator de pantă - instrument de bord care indică înclinarea unui avion față de un plan orizontal; sinonime: (în)clinometru.
- indicator de viteză - vezi vitezometru.
- infrastructură - totalitatea instalațiilor de la sol sau de pe suprafețele de apă, necesare atât pentru decolarea și aterizarea sau amerizarea aeronavelor cât și pentru depozitarea și întreținerea acestora; cuprinde: hangare, piste, balize, faruri, instalații radiogoniometrice etc.
- inhalator - aparat care furnizează piloților o cantitate de oxigen convenabil dozată în timpul zborului la mari înălțimi.
- instrumente de bord - aparate de măsură care informează pilotul asupra poziției avionului, a  vitezei și  altitudinii acestuia; exemple: vitezometrul, giroorizontul, altimetrul, clinometrul lateral, girocompasul și variometrul.
- intrados - fața inferioară a unei aripi sau a unui profil aerodinamic, cuprinsă între bordul de atac și bordul de fugă și pe care se exercită suprapresiuni în timpul zborului.

## Î
- înclinometru - vezi indicator de pantă.
- înregistrator de zbor - vezi cutie neagră.
- însoțitoare de bord - femeie care face parte din personalul de bord al unui avion, având sarcina de a îndruma și de a servi călătorii și de a asigura confortul și securitatea acestora; sinonim: stewardesă.

## J
- jet:

- curent fluid îngust, cu presiune mare;
- avion cu reacție destinat în principal transportului de pasageri.
- jet reactiv - jet care se scurge, de regulă cu o viteză de propagare mai mare decât cea a sunetului, din ajutajul reactiv al unui motor cu reacție; de viteza și temperatura acestuia depinde mărimea forței de reacție.
- jet society - totalitatea persoanelor care circulă cu un avion cu reacție; prin extensie: societatea înaltă.
- jivraj - depunere de gheață pe bordurile de atac ale aripilor, elicelor sau alte porțiuni ale acestora, pe ampenaje etc. ale unei aeronave (în condițiile traversării unei zone cu picături de apă suprarăcită); produce reducerea periculoasă a portanței; vezi și antijivraj.
- jumbo-jet - avion cu reacție de transport, de mare capacitate.

## K
- kamikaze - avion încărcat cu exploziv, folosit de japonezi spre finalul celui de-al Doilea Război Mondial, pilotat de un voluntar care se sinucidea aruncându-se asupra țintei.
- kilometraj:

- lungimea în kilometri a unui traseu de zbor;
- distanța parcursă de o aeronavă în cursul unui zbor și care se marchează pe hartă.

## L
- lansare - procesul de a face ca un avion să decoleze de la sol și să înceapă să zboare și care conține etapele: pregătirea avionului pentru zbor, rularea pe pista de decolare, accelerarea la o viteză suficientă pentru a ridica avionul de la sol și apoi ridicarea efectivă a aeronavei în aer.

- lansare din aer - metodă de lansare un avion în zbor, prin intermediul altui avion care îl transportă la altitudine și/sau la viteză suficientă pentru a putea decola.

- linie aeriană:

- cea mai scurtă distanță dintre două puncte din spațiu, parcursă prin aer direct;
- rută aeriană între două orașe pe care se deplasează curse regulate.
- lisă - piesă în formă de baghetă care unește nervurile aripilor sau cadrele fuzelajului.
- lonjeron - grindă longitudinală rezistentă la încovoiere, având forma secțiunii în dublu „T” sau cheson, care face parte din scheletul de bază al aripilor sau al fuzelajului unor aeronave.

- lonjeron de fuzelaj - element de rezistență de formă alungită, în scheletul de bază al fuzelajului.
- lonjeron de aripă - element de rezistență așezat în lungul aripii unui avion.

- looping - vezi luping.
- lovitură de berbec - vezi abordaj.
- luping - (scris și looping) evoluție acrobatică complexă a unui avion, executată la urcare (luping normal) sau la coborâre (luping invers), în care avionul execută o buclă verticală, urmată de redresarea aparatului.

## M
- manetă de admisie a gazelor - mică pârghie de comandă care servește la modificarea turației motorului.
- manevră pe verticală - operațiune militară, constând în plasarea pe calea aerului a unei grupări de forțe în flancul sau în spatele inamicului.
- manșă - pârghie cu care pilotul comandă mișcările profundorului și aripioarelor unui avion.
- mânecă de vânt sau sac de vânt - dispozitiv pentru indicarea direcției vântului, format dintr-un sac tronconic de pânză care se poate roti în jurul unui ax vertical.
- medicină aeronautică - vezi aeromedicină.
- metodă de navigație (aeriană) - mod teoretic recomandat de asigurare a deplasării în zbor.

- metoda navigației estimate - metodă de navigație care determină poziției aeronavei cu ajutorul indicațiilor instrumentelor de bord și a calcului, fără a se face referire la reperele de pe sol.
- metoda navigației observate - metodă de navigație care cuprinde ansamblul procedurilor pentru urmarea unui traiect aerian determinat de două sau mai multe puncte, precum și aflarea poziției aeronavei prin compararea reperelor de la sol cu o hartă, direct cu ochiul liber sau cu instrumente optice adecvate.
- metoda navigației radioelectrice - metodă care utilizează posibilitățile electronicii pentru determinarea elementelor necesare deplasării pe un traiect aerian, putând fi „de bord” – când elementele se determină cu ajutorul mijloacelor aflate la bordul aeronavei, sau „de sol” – dacă elementele se determină cu ajutorul mijloacelor aflate la sol.

- mijloc de navigație aeriană - aparat care asigură elementele necesare aplicării unei metode de navigație aeriană.
- moment aerodinamic - cuplu al forțelor aerodinamice care acționează asupra unei aeronave aflată în mișcare relativă față de mediul aerian, considerat în raport cu centrul de masă al acesteia.
- monoloc - vezi monoplas
- monoplan - avion cu o singură aripă, așezată transversal pe fuzelaj.
- monoplas - sinonim cu monoloc – cu un singur loc
- montant - piesă în formă de bară care leagă între ele aripile unui avion biplan sau aripa și fuzelajul pentru a mări rigiditatea aparatului.
- motoplanor - aparat de zbor care îmbină calitățile de planare ale planoarelor cu cele de decolare și zbor independent al avioanelor ușoare.
- motor - dispozitiv care generează propulsia necesară pentru aeronavă, furnizând putere pentru a mișca avionul înainte și pentru a genera tracțiunea necesară pentru decolare, zbor și aterizare; poate fi motor cu ardere internă (specific avioanelor mici și ușoare, cu elice) sau motor cu reacție.

- motor cu reacție - motor în care forța de propulsie este obținută datorită evacuării unui flux de gaze (jet reactiv); poate fi de două feluri: motor aeroreactor și motor-rachetă.

- mulinetă - elice auxiliară, de dimensiuni mici, antrenată de curentul de aer, care se montează pe aripile unui avion, pentru acționarea generatorului electric care alimentează instalațiile de la bord.
- multiplan - avion cu mai multe aripi suprapuse.

## N
- nacelă - cabină suspendată de un balon sau de un dirijabil și folosită de echipaj și pentru încărcătura utilă.
- navă aeriană - vezi aeronavă.
- navigație:

- știința și tehnica de a conduce o aeronavă;
- drumul parcurs de o aeronavă;
- transport organizat de mărfuri sau de persoane cu o aeronavă.
- navigație aeriană - știință care se ocupă cu studiul metodelor și practicilor cele mai eficiente de asigurare a deplasării aeronavelor în spațiul aerian în deplină siguranță a zborului.
- navigație observată - conducere după repere observate cu ochiul liber și confruntate cu harta sau recunoscute din memorie; este utilizat în caz de vizibilitate redusă sau nulă.
- navigație astronomică - procedeu care utilizează determinări în raport cu poziția unor aștri.
- navigație estimată - procedeu prin care poziția aeronavei este determinată în funcție de distanța parcursă, folosind doar instrumentele de bord.
- navigație radio - utilizează procedee de determinare a poziției aeronavei bazate pe recepționarea a două semnale radio emise de două stațiuni ale căror poziție pe hartă este cunoscută, distingându-se moduri de navigație prin radiolocație, radioelectrică/radioelectronică, radiomagnetică/radiogoniometrică.
- nervură - element de construcție a aripii de avion, așezat transversal pe lonjeroanele aripii, pentru a asigura rigiditatea acesteia.
- nivel de zbor - suprafață de presiune atmosferică constantă care este raportată la o suprafață de referință de presiune specifică, 1013,2 hPa, și care este despărțită de alte asemenea suprafețe prin intervale de presiune specifice.

## O
- orientare - operație de determinare a drumului pe care trebuie să îl parcurgă o aeronavă pentru a ajunge într-un punct (aeroport) stabilit.
- orizont artificial - vezi giroorizont.
- ornitopter - avion cu aripi batante, care imită zborul păsărilor.
- osatură - schelet sau structură de rezistență a unui aparat de zbor; vezi și planor.

## P
- pală - element activ al unei elice de avion, încastrat sau articulat la un capăt în butucul elicei sau al rotorului.
- palier - a două etapă a decolării care constă într-un zbor orizontal la înălțime redusă, în cursul căruia aparatul își mărește viteza.
- palonier - mecanism compus dintr-o pârghie articulată la mijloc, cu două pedale la extremități, legată de organul de direcție al avionului (planorului) sau de pasul elicei anticuplu a elicopterului, fiind acționat de pilot cu picioarele.
- pantă de coborâre / urcare - unghiul format de traiectoria avionului în zbor cu orizontala, în cazul luării sau pierderii înălțimii de zbor.
- parașutare:

- acțiunea de lansare cu parașuta (de desant sau de materiale);
- manevră a aeronavei în faza de aterizare, caracterizată prin înfundarea acesteia de la înălțimea de filare (apropiere).
- parașută - dispozitiv în formă de umbrelă, care reduce viteza de cădere a unui corp de care este legat.

- parașută luminoasă - parașută cu care se lansează un material cu bază de magneziu, care se aprinde în cădere, luminând puternic.

- pendul - figură acrobatică a cărei execuție trece prin următoarele faze: picaj până la realizarea unei viteze duble față de cea de zbor, urcare în plan vertical până la limită, alunecare pe coadă, cădere cu botul înainte, zbor normal și picaj.
- perturbare a traficului (aerian) - disfuncționalitate la nivelul activității unui aeroport datorată unor condiții meteo nefavorabile, avarii în sistemul de dirijare și control, incidente sau accidente aviatice care fac pista/pistele impracticabile.
- petrecere de suspante - incident care poate avea loc la deschiderea unei parașute emisferice, suspanta sau suspantele petrecute peste voalură o împart în două, dând iluzia că parașutistul coboară cu două parașute mai mici.
- picaj - coborâre a avionului, cu motorul în funcțiune sau oprit, pe o traiectorie rectilinie foarte înclinată (uneori chiar pe verticală).
- pilot - persoană calificată pentru a conduce un avion în zbor.
- pilot automat - sistem de comandă, bazat pe principiul giroscopului, care conduce automat un avion și care îndeplinește o parte din funcțiile pilotului uman; sinonim: autopilot
- pilotaj:

- faptul de a conduce o aeronavă în calitate de pilot; știință și tehnică de a conduce o aeronavă în zbor;
- încetinire a mersului unui vehicul aerian din cauza unor condiții speciale (porțiuni periculoase ale traseului, intrări în aeroporturi, vizibilitate scăzută etc.).
- pilotaj instrumental - pilotaj când determinarea poziției avionului se face folosind exclusiv indicațiile date de instrumentele de bord; vezi și zbor instrumental.
- pilotaj la vedere - pilotaj când avionul este condus folosint repere de pe sol sau orizontul natural vizibil.

- pistă - fâșie de teren special amenajată prin betonare sau asfaltare și dotare cu instalații optice sau cu dispozitive radioelectrice, pentru a permite aterizarea și decolarea aparatelor de zbor atât ziua, cât și noaptea sau în condiții de slabă vizibilitate.
- plafon - înălțimea maximă până la care poate urca un aparat de zbor.

- plafon aerodinamic - înălțimea maximă pe care o poate lua un avion folosind puterea motoarelor proprii și inerția primită în zbor lansat.
- plafon de luptă - înălțimea de zbor maximă pe care o poate realiza un avion militar cu condiția să reușească să execute minimum de manevre necesare pentru susținerea luptei aeriene la această înălțime.
- plafon teoretic al aeronavei - înălțimea maximă la care viteza verticală de urcare, cu motorul funcționând la limita puterii maxime teoretice, este egală cu zero, la această înălțime aeronava nemaidispunând de nici o rezervă de ecart de viteză.

- plan de aripă - suprafața de susținere a unui avion.
- plan orizontal - suprafața aerodinamică a stabilizatorului orizontal, orientată paralel cu solul.
- planor:

- aparat de zbor fără motor, la care deplasarea se realizează datorită unor factori meteorologici (curenți de aer) sau de relief (zbor de pantă);
- osatura generală a unei aeronave, cuprinzând în special organele asupra cărora se exercită forțele aerodinamice.
- planorism - ramură sportivă în care se efectuează zboruri cu aparate fără motor (planoare).
- platforma de zbor - platforma pe un aerodrom sau pe puntea unui vapor portavion, de pe care decolează avioanele.
- portanță - componentă a forței aerodinamice, perpendiculară pe direcția vitezei unui avion în zbor, care acționează asupra acestuia.
- post - spațiu prevăzut de regulă cu instalații și aparatură necesară îndeplinirii unor activități tactice, tehnice sau de control pe linie de zbor.

- post de observare aeriană - spațiu amenajat pe lângă punctul de comandă al unei unități, în care observatorul aerian este dotat cu planșetă cu cerc azimutal și execută observarea spațiului aerian pentru a descoperi țintele aeriene și transmiterea datelor privind direcția, înălțimea și viteza de zbor, compunerea și natura țintei, acțiunile executate.

- pregătire de zbor -  totalitatea acțiunilor și a măsurilor premergătoare desfășurării zborului și lansărilor pe o perioadă de zbor constând în repartizarea atribuțiunilor, asigurarea medicală și meteorologică, stabilirea temelor de zbor și de salt etc.
- priză de aterizare sau de teren - ansamblul manevrelor executate de un pilot pentru a ateriza exact în punctul dorit.
- profil aerodinamic - conturul secțiunii făcute prin aripa unui avion sau pala unei elice.
- profundor - partea mobilă a sistemului de control al aeronavei, situată în ampenajul orizontal și care controlează mișcarea de tangaj.
- propulsant - substanță în stare gazoasă sau de plasmă ejectată din motoarele cu reacție în sens opus direcției lor de mișcare și care le asigură forța de împingere.
- pulsoreactor  - tip de motor cu reacție în care arderea are loc în impulsuri.

## R
- rachetă - aparat de zbor propulsat cu ajutorul unui motor cu reacție.
- rachetă auxiliară de decolare - vezi accelerator.
- radiocompas - aparat montat la bordul unui avion, care permite menținerea acestuia pe direcția unui post de radioemisiune.
- radioghidaj - dirijare de la distanță, prin mijloace radiotehnice, a aparatelor de zbor fără pilot.
- raion de zbor (al aerodromului) - spațiu aerian corespunzător unui aerodrom, delimitat cu repere, incluzând zonele de: zbor în formație, instrumental, la înălțimi mici, acrobatic; trageri aeriene, lansare a avioanelor până la viteza maximă, așteptare, luptă aeriană și culoarele de intrare și ieșire.
- rampă de lansare - platformă prevăzută cu dispozitive de orientare și ghidare, folosite pentru lansarea avioanelor catapultate și a rachetelor.
- raport tracțiune-greutate - raportul dintre forța de tracțiune - de fapt contrapresiunea - unui aparat de zbor și greutatea sa (la suprafața Pământului).
- realimentare în zbor - vezi alimentare aeriană.
- redan - suprafață proeminentă, în formă de treaptă, pe carena unui hidroavion (ori al flotoarelor acestuia), care asigură alunecarea acestora pe apă cu o rezistență redusă la înaintare.
- redresare - revenire a unei aeronave dintr-o evoluție în zbor orizontal sub efectul comenzilor pilotului sau al reacțiilor aerodinamice.
- reducere a motorului - micșorarea turației motorului în faza de aterizare sau pentru a înlesni lansarea parașutiștilor din aeronavă fără a se dezechilibra la părăsirea acesteia.
- regiune de control - porțiune din spațiul aerian controlat, de dimensiuni bine stabilite pe orizontală și verticală, depinzând de intensitatea traficului aerian.

- regiune terminală de control - regiune de control stabilită în principiu la întretăierea unor căi aeriene în apropierea unuia sau a mai multor aeroporturi importante, cu trafic mare, delimitată prin mijloace radiotehnice de navigație.

- resursă de zbor - durata de funcționare admisă unei aeronave, cuprinsă între două reparații capitale, astfel ca timpul total să nu depășească cel prescris de constructor.
- rețea de zboruri - ansamblul de rute și conexiuni aeriene operate de o companie aeriană sau de un grup de companii, care leagă diferite aeroporturi din întreaga lume și care include zborurile directe, escalele și huburile prin care se realizează legături între diferite destinații.
- rezervor de propergol - container montat pe o aeronavă sau dispus în infrastructura unui aerodrom în care sunt stocați propergolii.
- rezervor suplimentar - denumirea containerelor cu carburant, montate pe exteriorul aparatului de zbor, având o formă aerodinamică și utilizate la mărirea distanței de zbor.
- rezistență aerodinamică - forță care se opune mișcării relative a unui corp solid într-un mediu gazos sau lichid.
- rulare:

- (sau rulare pe sol) prima etapă a decolării, din momentul plecării avionului până când acesta se desprinde de sol;
- sinonim pentru ruliu.
- ruliu - rotație a aparatului de zbor în jurul axei longitudinale; mișcarea de înclinare a aripii stângi în sus și a aripii drepte în jos, sau invers.

## S
- sac de transport - sac ce servește la transportul parașutei și la păstrarea acesteia pe timpul depozitării.
- sala parașutelor - spațiu dotat cu mese de lemn lăcuite și ustensilele necesare plierii parașutelor, precum și cu rafturi pentru stocarea acestora; sinonim: sală de pliaj.
- sală - încăpere special amenajată și utilată în vederea desfășurării unor activități care asigură securitatea zborului.
- sală de pliaj - vezi sala parașutelor.
- salon seronautic - expoziție aviatică, având caracter internațional, la care sunt prezente ultimele noutăți în domeniu.
- săgeata aripii – când axa aripii (se poate socoti lonjeronul), face un unghi diferit de 90° cu axa de simetrie a planorului (fuzelajului), se spune că avem o aripă în săgeată
- scafandru - costum de protecție etanș și izolat față de mediul exterior, purtat de aviatorii care zboară la altitudini mari.
- semnal de recunoaștere - mijloc prin care se identifică aeronavele în zbor spre a nu fi lovite de trupele antiaeriene proprii.
- semnalizare - instalație pe un aerodrom cu ajutorul căreia se fac comunicări prin semnale la distanță.
- serviciu de pistă - departament ce are co obiectiv buna desfășurare a activităților pe pista de decolare-aterizare și a intervenției la timp în cazul unor incidente sau accidente aviatice.
- serviciul fix aeronautic - rețeaua de comunicații sol-sol destinată schimbului de informații între diferite organe de control al traficului aerian.
- serviciul la start - departament ce asigură ordinea și disciplina la start, asigurând buna desfășurare a activității de zbor și lansări, fiind pregătit să intervină în caz de necesitate.
- sextant - instrument optic format dintr-un arc gradat egal cu o șesime de cerc, prevăzut cu două oglinzi și cu o lunetă mică, care se întrebuintează la măsurarea distanței unghiulare dintre două puncte și se folosește în astronomie, navigație și aviație.
- simulator de zbor - dispozitiv complex care simulează majoritatea fenomenelor și activităților proprii pilotajului unei aeronave, în cabina acestuia aflându-se aparate identice cu cele din cabina reală, dar care indică date tehnice introduse de instructor sau de programul automat de antrenament.
- spațiu aerian - regiunea atmosferei terestre care este subiectul reglementărilor și controlului pentru operațiunile aeriene; este împărțit în diverse sectoare și clase în funcție de activitățile aeriene, precum zborurile comerciale, zborurile generale sau militare.
- spoiler - placă ranforsată integrată în zbor normal în conturul aerodinamic al aripii, utilizată la obținerea frânării aerodinamice și la scăderea forței portante în vederea pierderii rapide a altitudinii.
- stabilizator - partea imobilă din ampenaj la un aparat de zbor menită să-i asigure stabilitatea în zbor:

- stabilizator orizontal⁠(d) - suprafață aerodinamică reglabilă, situată în partea posterioară a aeronavei, care este proiectată să stabilizeze mișcarea aeronavei în direcția orizontală; vezi și plan orizontal.
- stabilizator vertical⁠(d) - suprafață aerodinamică care se găsește în partea posterioară a fuzelajului aeronavei, orientat vertical față de sol și perpendicular pe planul de simetrie al aeronavei, care are rolul de a menține aeronava aliniată cu direcția de zbor.

- statoreactor - sistem de propulsie cu jet ale aeronavelor, a cărui forță este produsă prin ejectarea gazului rezultat din arderea unui combustibil, în general kerosen.
- stewardesă - vezi însoțitoare de bord.
- stil de cădere liberă - poziție a corpului parașutistului în cădere liberă ordonată.
- stratojet - avion cu reacție destinat zborului în stratosferă.
- stratosferă - strat al atmosferei rarefiate, cuprins între 11.000-80.000 m altitudine, caracterizat prin lipsa fenomenelor meteorologice, prezentând un avantaj major pentru navigație; deși este necesară dotarea avioanelor cu inhalatoare de oxigen, climatizoare și cabine etanșe.
- suflerie aerodinamică - vezi: tunel aerodinamic.
- suprafață - arie pe care se execută diverse forțe aerodinamice, îndeplinind diferite funcțiuni în realizarea zborului.

- suprafața de comandă - zonă care contribuie la pilotarea aeronavei, putând fi fixă sau mobilă (ampenajul orizontal și vertical, eleroanele etc.).
- suprafață de stabilizare - denumire generică pentru suprafețele care contribuie la menținerea direcției aparatelor de zbor cu voalură (parașute, parapante etc.).
- suprafață portantă - arie asupra acesteia se exercită portanța; exemple: aripa de avion, rotorul elicopterului.
- suprafața rotativă - ansamblul palelor sau aripilor aflate în afara aeronavei, aflate în mișcare de rotație în jurul unui ax apropiat de verticală în scopul susținerii acesteia.

- suspantă - fiecare dintre corzile unei parașute, care leagă pânza de hamul prins de corpul parașutistului; vezi și petrecere de suspante.

## T
- tandem - poziție de montare a două posturi de pilotaj în aeronavele de școală, unul după celălalt, în prelungire (locul elevului este cel din față), sau a două parașute: principală și de rezervă (de regulă, aceasta din urmă fiind cea de sus).
- tangaj - mișcare oscilatorie a unei aeronave de înclinare în jurul axei transversale orizontale; mișcarea de ridicare sau coborâre a botului aparatului.
- taxiway – calea de rulare pentru aeronave de la și până la pista de decolare, din locul de parcare.
- terminal - loc într-un aeroport pentru plecarea sau sosirea pasagerilor.
- timon de direcție - parte mobilă a sistemului de control al avionului, care este folosită pentru a controla direcția aeronavei în jurul axei verticale; este situat în partea din spate a avionului, în ampenaj, și este atașat de stabilizatorul vertical.
- tren de aterizare - vezi aterizor.
- trafic aerian - transport de pasageri și de mărfuri raportat pe o cale aeriană la un anumit interval de timp.
- transport aerian - deplasarea pasagerilor, mărfurilor și poștei prin utilizarea avioanelor și a altor tipuri de aeronave; este un mod rapid și eficient de transport care implică zborurile între aeroporturi și destinații la nivel global.
- tren de aterizare (sau de rulare) - ansamblu de componente al aeronavei care permite aterizarea, decolarea și rularea pe sol: roțile și anvelopele, fânele, barele și legăturile structurale.
- tribord - partea dreaptă a unui avion, cu lumini de navigație verzi pe aripi.
- triplan - avion cu trei rânduri de planuri (aripi) suprapuse.
- tunel aerodinamic - instalație experimentală pentru determinarea forțelor aerodinamice exercitate de un curent de aer asupra unor modele, machete sau părți componente ale acestora, permițând aprecierea de ansamblu a caracteristicilor aparatului de zbor în curs de finalizare, înainte ca acesta să fie încercat în zbor; altă denumire: suflerie aerodinamică; vezi și carusel aerodinamic.
- turbion geostrofic - turbion staționar cu axa orizontală format în partea de sub vânt a unui obstacol orografic (frecvent în văile transversale pe direcția vântului), care însoțește uneori undele de mare amplitudine; în aeronautică, este cunoscut sub denumirea de “rotor” și este considerat ca extrem de periculos pentru aeronavele mici prin turbulența creată.

## U
- unghi de acoperire - diferența dintre unghiul voalurii desfășurate în plan și unghiul la vârf al scheletului metalic al unui deltaplan, putând avea valori cuprinse între 0°-7°.
- unghi de atac - unghi format de axa longitudinală a unei aeronave cu viteza fluidului din zona neperturbată a acestuia, de valoarea sa depinzând forțele aerodinamice care acționează asupra aparatului de zbor.
- unghi de incidență - v. unghi de atac.
- unghi de drum - unghi format în plan orizontal de direcția de origine și direcția de zbor a aeronavei, măsurată în sens orar, având valori cuprinse între 0° și 360°.
- unghi de cabraj - unghi format de orizontală cu direcția de zbor a aeronavei care s-a angajat brusc pe un plan înclinat, mărindu-și altitudinea de zbor și poate avea valori negative cuprinse 0° și 90°.
- unghi de picaj - unghi format de orizontală cu direcția de zbor a aeronavei care s-a angajat pe un plan înclinat, micșorându-și brusc altitudinea de zbor și poate avea valori negative cuprinse între 0° și 90°.
- unghi de planare [notat γ (gama)] - unghi cuprins între orizontală și traiectoria de zbor.
- unghi de calaj (la aripă) - este unghiul format de coarda aripii cu coarda ampenajului orizontal, care în general este paralelă cu axa longitudinală a aeronavei (planor sau avion)
- unghi de calaj (la elice) - unghi care asigură o funcționare optimă în regim de zbor a elicelor cu pas variabil.
- unghi la vârf/bot - unghi cuprins între tuburile laterale ale unui deltaplan, putând avea valori de 105°-130°.
- unghi de acoperire - diferența dintre unghiul voalurii desfășurate în plan și unghiul la vârf al scheletului metalic al unui deltaplan, putând avea valori cuprinse între 0°-7°.
- unghi de tangaj - unghi format de axa longitudinală cu orizontala.
- unghi de lansare - unghi format de verticala punctului de lansare cu direcția țintei, putând fi determinat din raportul dintre abaterea calculată și înălțimea lansării.
- unghi de portanță maximă - unghi maxim de incidență care asigură susținerea aeronavei în aer, depășirea sa ducând la pierderea portanței, la angajare și chiar la prăbușirea aparatului de zbor.
- urcare în palier - fază a zborului remorcat în care aparatul de zbor trebuie ținut pe direcția automosorului.
- urmărire - acțiune de luptă în ofensiva împotriva unui inamic în retragere la care trupele de desant aerian au o largă întrebuințare; lansate în puncte de pe căile de retragere a inamicului având misiunea să-l captureze, să-l nimicească sau să nu-i permită organizarea unei rezistențe în adâncime.

## V
- variometru - instrument de bord pentru măsurarea vitezei de urcare sau de coborâre a unui avion.
- văl - tulburare de vedere însoțită și de alte simptome în cursul unor evoluții cu o aeronavă care solicită organismul uman la accelerări pozitive sau negative.

- văl cenușiu - văl care începe să se manifeste la valoride 3-4g, câmpul vizual se restrânge prin pierderea vederii periferice, aparatura de bord fiind percepută ca prin ceață.
- văl negru - văl care apare la 4-5g și poate persista până la 5 secunde după încetarea acțiunii forței de inerție, fiind însoțit la peste 5g de pierderea cunoștinței până la 15 secunde, iar după revenire putând persista o dezorientare completă până la un minut, prezentând un handicap major pentru pilot.
- văl roșu - văl care apare la valori de 2-3g negativ, fiind însoțit de cefalee puternică, senzația că ochii ies din orbite, după 4g negativ începând să apară confuzia mintală și dezorientarea.

- vârf de plan - punctul de pe aripa unui avion unde suprafața superioară a aripii se întâlnește cu suprafața inferioară a aripii, creând un unghi ascuțit; este marcat printr-un triunghi sau o linie.
- viteză de angajare - viteza minimă de zbor
- viteză ascensională - viteza pe verticală a aeronavei care asigură creșterea progresivă a înălțimii de zbor.
- viteza de așteptare - viteză adoptată în zonele de așteptare ale aerodromurilor unde se îmbunătățește stabilitatea vitezei în schimbul unui consum mărit de combustibil.
- viteză de aterizare - viteza pe care trebuie să o aibă o aeronavă în momentul luării contactului cu solul în cazul unei aterizări normale.
- viteză critică - viteza maximă atinsă de un corp aflat în cădere liberă (sinonim: viteză limită de cădere).
- viteză de coborâre - vezi viteză de înfundare
- viteză de croazieră - viteza corespunzătoare fineței maxime a aeronavei, fiind obținută cu un consum minim de combustibil și asigurând realizarea parametrilor maximi de durată și distanță a zborului (sinonime: viteză optimă, viteză de drum).
- viteză de dezlipire - viteză atinsă în momentul desprinderii de sol.
- viteză de drum - vezi viteză de croazieră.
- viteză hipersonică - viteză a unui aparat de zbor mai mare decât Mach 5 (circa 1.700 m/s).
- viteză de înfundare - componenta verticală a vitezei unei aeronave care coboară.
- viteză de zbor - viteza de deplasare a aeronavei în aer.
- viteză limită de cădere - vezi viteză critică.
- viteză optimă - vezi viteză de croazieră.
- viteză sonică - viteză a unui vehicul aerian care atinge viteza specifică deplasării undelor sonore în atmosferă și este egală cu Mach 1 adică circa 1224 km/h.
- viteză subsonică - viteză a unui vehicul aerian care parcurge într-o secundă un spațiu mai mic de 340 m.
- viteză supersonică - viteză a unui aparat de zbor mai mare decât viteza sonică.
- vitezometru - instrument de bord ce indică viteza avionului, de obicei în noduri, față de aer; poate fi cu tub Venturi sau cu tub Pitot; sinonim: indicator de viteză.
- voalură - curbura parașutei la deschiderea acesteia, care permite căderea lină a parașutistului; vezi și: unghi de acoperire.
- volet - dispozitiv de sustentație, format dintr-o aripioară mobilă, așezată pe intradosul aripii; prin rotirea voletului se poate modifica unghiul de incidență și astfel se modifica portanța și rezistența la înaintare.

- volet de bord de atac - fantă prezentă în fața aripii și care îmbunătățește portanța aparatului de zbor.

- vrie - mișcare de rotație a unei aeronave sau parașutist în cădere liberă în jurul unei axe verticale, care necontrolată la timp duce la imposibilitatea stăpânirii aparatului sau a căderii libere.

- vrie controlată - element de acrobație aeriană.
- vrie normală - mișcare de rotație a unui avion în jurul unei axe verticale, când axa longitudinală a acestuia este (aproape) verticală.
- vrie plată - mișcare (anormală și periculoasă) de rotație a unui avion în jurul unei axe verticale, când axa longitudinală a avionului formează cu orizontala un unghi mai mic de 45°.

## W
- winglet (en: aripioare) – sunt structuri plasate la extremitățile aripilor avioanelor și a planoarelor, care au rolul de a spori calitățile aerodinamice ale acestora.

## Z
- zonă - porțiune a spațiului aerian din jurul unui aerodrom, în care se antrenează piloții.
- zbor:

- mod de planare și de mișcare în aer a unei păsări, a unei insecte, a unui obiect (aparat de zbor) etc. cu ajutorul aripilor și a căror sustentație poate fi realizată fie cu consum de energie din interior (la păsări, avioane, elicoptere etc.) sau din exterior (la planoare, zmeie etc.), fie fără consum de energie sau prin mișcare balistică;
- deplasarea în spațiu a unei rachete sau a unei astronave.
- zbor de zi - zbor care începe la 30 de minute după răsăritul Soarelui și se încheie cu 30 de minute înainte de apus).
- zbor de noapte - zbor care începe la 30 de minute după apusul Soarelui și se încheie cu 30 de minute înainte de răsărit) raportându-se la ora locală.
- zbor instrumental - zbor la care datorită lipsei de vizibilitate (nori, ceață etc.) orientarea se face cu ajutorul instrumentelor de bord; vezi și pilotaj instrumental.
- zbor în condiții meteo grele - zbor efectuat parțial sau total fără vizibilitatea solului și a orizontului natural, având un plafon coborât și o vizibilitate redusă (în nori, între straturi de nori, pe precipitații puternice, sub nori, dar la mică înălțime), impunând măsuri speciale de navigație.
- zbor în cuțit – zborul executat cu avionul înclinat la 90° în jurul axei longitudinale. Acest zbor se execută de regulă cu avioane de performanță, cu motoare puternice, pentru ca elicea să poată prelua în mare, portanța pe care nu o mai poate asigura aripa.
- zbor la vedere - zbor la care orientarea în aer față de sol și eventualele aeronave aflate în trafic se face prin observare directă, aprecierea distanțelor, a înălțimilor, a vitezelor etc.